# Natsumi Andō
Natsumi Andō (jap. 安藤 なつみ Andō Natsumi) (urodzona 27 stycznia w prefekturze Aichi) – japońska mangaka. Jej najbardziej rozpoznawalnymi pracami są Jūnikyū de tsukamaete oraz Wild damon.

## Prace
- Tsuiteru ne Hijiri-chan (jap. ツイてるね聖ちゃん) (publikowana w czasopiśmie „Nakayoshi” w numerach kwiecień-sierpień 1998 oraz listopad 1998)[1]
- Sumairu de ikō (jap. スマイルでいこう) (publikowana w czasopiśmie „Nakayoshi”)[2][3]
- Maria ppoi no! (jap. マリアっぽいの！) (publikowana w czasopiśmie „Nakayoshi”)[4][5]
- Jūnikyū de tsukamaete (jap. 十二宮でつかまえて) (publikowana w czasopiśmie „Nakayoshi”)[6][7]
- Tamete misema Show (jap. 貯めてみせまショウ！ Tamete misema shō) (publikowana w czasopiśmie „Nakayoshi”)[8]
- Wild damon (jap. ワイルドだもん Wairudo damon) (publikowana w czasopiśmie „Nakayoshi”)[9][10]
- Kitchen no ohime-sama (jap. キッチンのお姫さま Kitchin no ohime-sama) (publikowana w czasopiśmie „Nakayoshi” w numerach od wrześniowego 2004 do październikowego 2008)[11][12]
- Arisa (publikowana w czasopiśmie „Nakayoshi” w numerach od lutowego 2009 do wrześniowego 2012)[13][14]
- Waltz no ojikan (jap. ワルツのお時間 Warutsu no ojikan) (publikowana w czasopiśmie „Nakayoshi” w numerach od lutowego 2013 do lutowego 2014)[15][16]
- Tsunagaru ~Te no hira no sekai~ (jap. ツ・ナ・ガ・ル～てのひらの世界～) (opublikowana w czasopiśmie „Nakayoshi” jako oneshot 3 kwietnia 2014)[17]
- Haidi to yamao (jap. ハイジと山男 Haiji to yamao) (publikowana w czasopiśmie „Be Love” w numerach od 2 do 18 w 2015)[18][19]
- Watashi-tachi wa dōka shite iru (jap. 私たちはどうかしている) (publikowana w czasopiśmie „Be Love” od numeru 24 w 2016 do wrześniowego numeru w 2021)[20][21]
  - Watashi-tachi wa dōka shite iru: Shinkon-hen (jap. 私たちはどうかしている 新婚編) (publikowana w czasopiśmie „Be Love” od 1 grudnia 2021 do 1 lutego 2023)[22][23]
  - Watashi-tachi wa dōka shite iru: Tsumakoi (jap. 私たちはどうかしている 妻恋い) (publikowana w czasopiśmie „Be Love” od 1 lipca 2023)[23][24]
- Hatsukoi chūdoku (jap. 初恋中毒) (publikowana w aplikacji „Palcy”)[25]

## Nagrody i nominacje
Debiutancka praca tej mangaki, Ijippari na Cinderella (jap. じっぱりなシンデレラ), w 1994 roku otrzymała Nakayoshi shinjin manga shō (Nakayoshi Newcomer Manga Award) na 19. ceremonii jej rozdania.
Seria Kitchen no ohime-sama na 30. ceremonii rozdania została nagrodzona nagrodą Kōdansha Manga.

## Powiązane media
Seria Watashi-tachi wa dōka shite iru została zaadaptowana w formie aktorskiego serialu telewizyjnego i była emitowana na kanale NTV od lipca 2020. Główne role odgrywają Minami Hamabe (Nao Hanaoka) oraz Ryūsei Yokohama (Tsubaki Takatsuki).